# Alguma Coisa Assim (2018)
Alguma Coisa Assim é um filme de drama teuto-brasileiro de 2018 dirigido e escrito por Esmir Filho e Mariana Bastos, baseado no curta-metragem homônimo de 2006. O filme narra a história de dois amigos ao longo dos anos e suas questões existenciais. É estrelado por Caroline Abras e André Antunes e conta com as participações especiais de Lígia Cortez e Vera Holtz no elenco.

## Enredo
O filme retrata a vida de Mari (Caroline Abras) e Caio (André Antunes) por meio de três momentos distintos, entrelaçados na narrativa. O primeiro acontece em 2006, onde o foco principal é a descoberta da sexualidade de Caio. Nesse momento, ele experimenta seu primeiro beijo gay em uma balada na Rua Augusta, em São Paulo, com o incentivo e apoio de sua melhor amiga, Mari. Em seguida, em 2013, Caio se casa com seu namorado, marcando um novo capítulo em sua vida. Por fim, em 2016, Caio se reencontra com Mari, que agora reside em Berlim, e um desafio inédito surgirá, testando a solidez da amizade entre eles.

## Elenco
- Caroline Abras como Mariana "Mari"
- André Antunes como Caio
- Clemens Schick como Sven
- Knut Berger como Klaus
- Jules Elting como Ida
- Lígia Cortez como Tia Vera
- Vera Holtz como Tia Cinthia
- Bruno Stierli como Felipe
- Hendrik Maaß como garoto interno

## Produção

### Antecedentes e concepção

Esmir Filho (foto) é um dos diretores e idealizadores do filme.

Em 2006, Esmir Filho e Mariana Bastos dirigiram um curta-metragem intitulado Alguma Coisa Assim, que retratava uma noite na vida de dois adolescentes, Caio e Mari (interpretados por André Antunes e Caroline Abras), enquanto percorriam as ruas de São Paulo. O filme foi selecionado para a Semana da Crítica do Festival de Cannes e recebeu o prêmio de Melhor Roteiro. Em 2014, os cineastas lançaram um novo curta com os mesmos personagens, intitulado Sete Anos Depois. Posteriormente, em 2018, foi lançado o longa-metragem Alguma Coisa Assim, que reuniu novamente Caio e Mari, desta vez em Berlim, retomando os encontros anteriores.
De acordo com a diretora Mariana Bastos, o filme aborda questões relevantes e em destaque na sociedade, como a sexualidade e os relacionamentos sem rótulos, enfatizando a liberdade de viver uma relação sem se encaixar em categorias predefinidas. O título Alguma Coisa Assim é justificado pela natureza da relação retratada, que não se enquadra em um único padrão, e os personagens enfrentam dificuldades ao tentarem se encaixar nesse contexto. No entanto, há uma autenticidade profunda nos sentimentos que um tem pelo outro, e eles vivem de forma muito conectada. Como em qualquer relação próxima, existem problemas, mas também há muitas surpresas. Essa é a visão compartilhada por Mariana Bastos em uma entrevista à Rádio CBN.

### Desenvolvimento

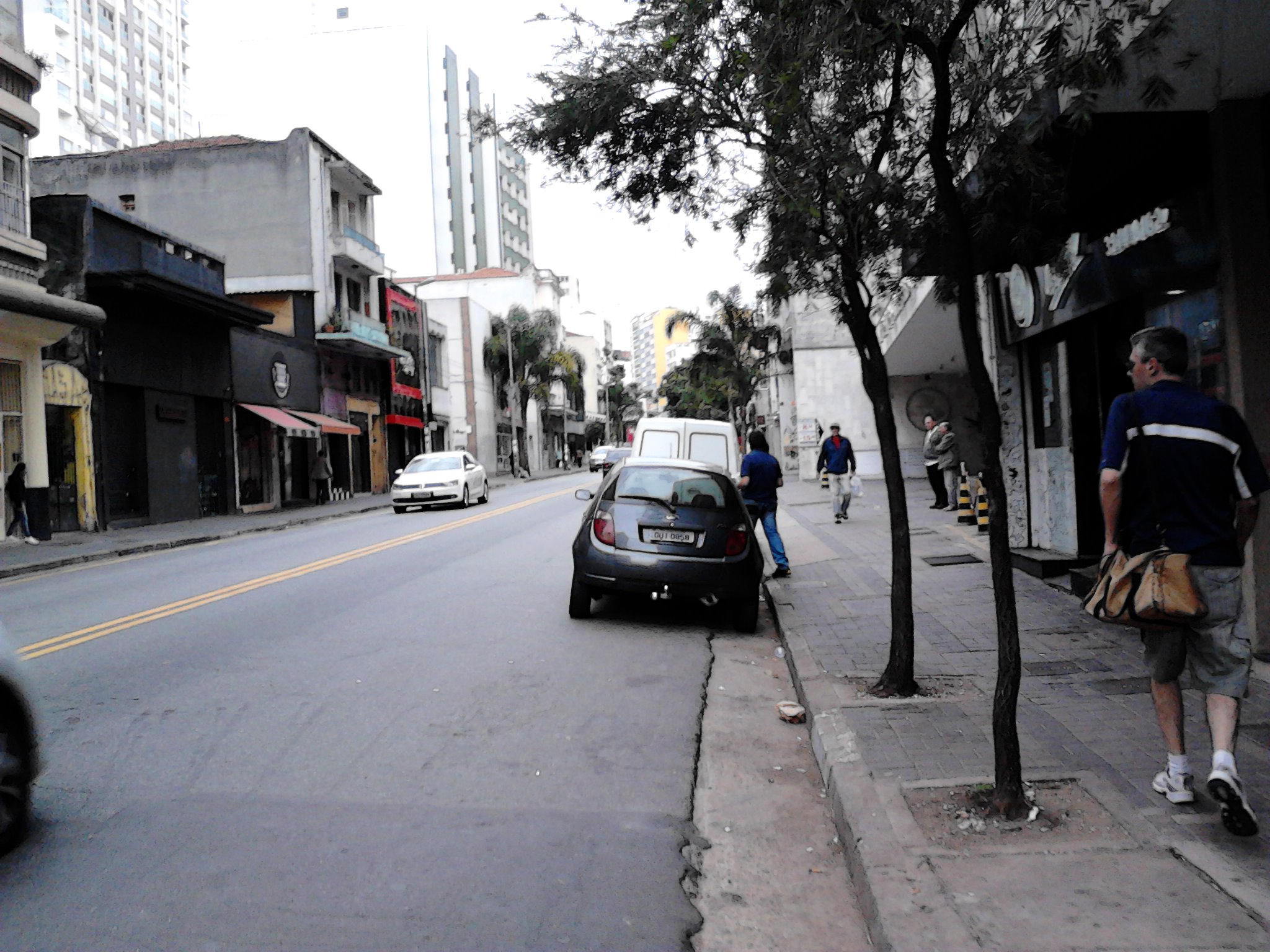
A Rua Augusta (foto), em São Paulo, serviu de locação para o filme.

O filme conta com gravações realizadas em 2006, 2013 e 2017. As filmagens foram realizadas em São Paulo, com locações com a Rua Augusta.

## Lançamento
Alguma Coisa Assim teve sua première mundial no Festival do Rio, no Rio de Janeiro, o qual foi realizado entre 6 a 15 de outubro de 2017. No mês seguinte, foi exibido no 25° Festival Mix Brasil de Cultura da Diversidade, em São Paulo, em 16 de novembro de 2017. Foi selecionado para o Festival Internacional de Cinema de Guadalajara, no México, em 10 de março de 2018, sendo essa sua estreia internacional. Em 29 de abri de 2018, estreou nos Estados Unidos durante o Outshine Film Festival, em Miami. Em seguida, esteve na mostra de filmes do Portland Film Festival, em Portland.

## Recepção

### Bilheteria
Com distribuição da Vitrine Filmes, Alguma Coisa Assim foi lançado nos cinemas do Brasil a partir de 26 de julho de 2018 em vinte e seis salas de cinema espalhadas pelo país. De acordo com os dados do Anuário Estatístico do Cinema Brasileiro, publicado pela Agência Nacional do Cinema (Ancine), o filme atingiu um público de 5.576 espectadores, o que gerou uma receita de R$ 71.523. No ranking de filmes brasileiros lançados em 2018, o filme ocupa a 61ª posição em termos de bilheteria.

### Análise da crítica

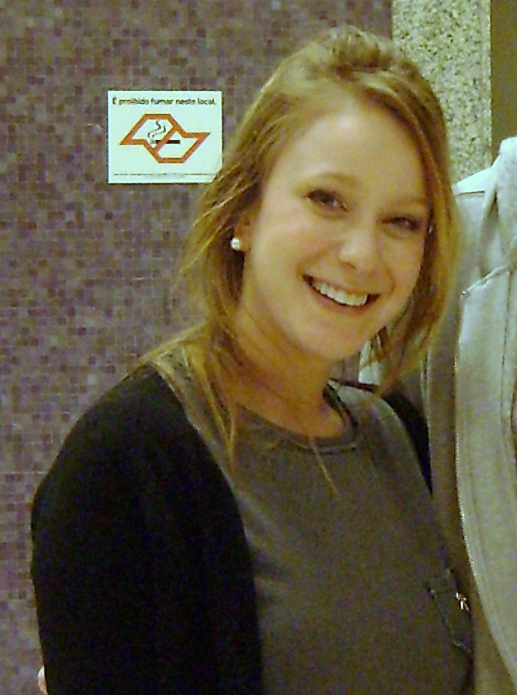
A performance de Caroline Abras foi elogiada e destacada como ponto alto do filme.

Alguma Coisa Assim recebeu avaliações mistas dos críticos em geral, que elogiaram a direção e as atuações, particularmente de André Antunes e Caroline Abras, as quais foram consideradas naturalistas, no entanto sofreu críticas no que diz respeito a montagem que segue uma cronologia de mais de dez anos, sendo a construção da história dos protagonistas considerada como um conjunto de fragmentos de acontecimentos aleatórios. No agregador AdoroCinema, a obra possui uma média de 3 de 5 estrelas () com base em oito resenhas críticas publicadas na imprensa. A crítica do próprio site diz: "No final das contas, o longa não traz muito de novo com relação ao curta. Quem era fã da obra original vai gostar de ver o desenvolvimento dos personagens. Que também representa um desenvolvimento dos atores, especialmente Caroline Abras, que realiza um trabalho primoroso aqui. André Antunes não está mal, mas é ofuscado por sua coprotagonista nos momentos mais intensos". O filme recebeu aplausos durante sua exibição no Festival Mix Brasil de Cultura da Diversidade, sendo premiado pelo júri do festival por seu roteiro e pela interpretação de Caroline Abras como a autêntica Mari. Os membros da Academia Guarani de Cinema, composta por críticos de cinema de todo o Brasil, o nomeou como um dos cinco filmes indicados na categoria de melhor roteiro adaptado no Prêmio Guarani de 2019. Apesar das críticas quanto a construção do enredo e a montagem dos fatos que acompanham a dupla de protagonistas ao longo dos anos, o júri do Festival do Rio de 2017 elegeu Alguma Coisa Assim na categoria de melhor montagem.
Escrevendo para o site Papo de Cinema, Robledo Milani disse que Caroline Abras se estabeleceu como um dos grandes talentos jovens do cinema nacional ao longo da última década. Por outro lado, André Antunes abandonou a carreira de ator e se formou em Psicologia. No entanto, ambos retornam aos personagens que marcaram suas trajetórias, de uma forma ou de outra, como se nunca os tivessem deixado de lado. Escreveu ainda que a naturalidade com que ambos dão vida aos personagens Mari e Caio é o grande mérito do filme dirigido por Esmir e Mariana. Parece que o objetivo dos diretores foi reunir intérpretes que conhecem tão bem essas figuras únicas e facilmente reconhecíveis, dando-lhes cores, sorrisos e lágrimas. Segundo Milani, embora Alguma Coisa Assim possa não brilhar tanto quanto os momentos já vistos desses dois atores, possui uma profundidade que se encaixa perfeitamente e não é um processo isento de dor, mas é dessa forma que o crescimento se forma, afinal.
Luiz Zanin Oricchio, para o jornal O Estado de S.Paulo, escreveu que o filme "[...] Tem encanto, e sua espontaneidade aproxima personagens e espectadores. Sente-se mais o frescor da narrativa que tropeções inerentes a um projeto desenvolvido ao longo dos anos e com pegada de work in progress". Da Folha de S.Paulo, Marina Galeano disse: "As inúmeras transformações desenroladas ao longo de dez anos -—seja na paisagem ou nas pessoas— se revelam por meio de uma narrativa não-linear, que amarra passado e presente de maneira fluida e criativa e é embalada por uma linguagem bastante peculiar". Já Alysson Oliveira, do website Cineweb, pontuou: "As idas e vindas no tempo são sutis e facilmente identificáveis pela fotografia e a caracterização dos personagens [...]. Mas é válido perguntar se realmente estamos interessados em saber o que aconteceu com Caio e Mari, que não são lá personagens muito marcantes".

### Prêmios e indicações
| Ano  | Associações                                     | Categoria               | Recipiente(s)                | Resultado |
| ---- | ----------------------------------------------- | ----------------------- | ---------------------------- | --------- |
| 2017 | Festival Internacional do Rio de Janeiro        | Melhor Montagem         | Caroline Leone               | Venceu    |
| 2017 | Festival Mix Brasil de Cultura da Diversidade   | Melhor Roteiro          | Esmir Filho e Mariana Bastos | Venceu    |
| 2017 | Festival Mix Brasil de Cultura da Diversidade   | Melhor Interpretação    | Caroline Abras               | Venceu    |
| 2018 | Festival Internacional de Cinema de Guadalajara | Melhor Filme            | Alguma Coisa Assim           | Indicado  |
| 2019 | Prêmio Guarani de Cinema Brasileiro             | Melhor Roteiro Adaptado | Esmir Filho e Mariana Bastos | Indicado  |